# James Francis Stafford
James Francis Stafford, ameriški rimskokatoliški duhovnik, škof in kardinal, * 26. julij 1932, Baltimore, Maryland.

## Življenjepis
15. decembra 1957 je prejel duhovniško posvečenje.
11. januarja 1976 je bil imenovan za pomožnega škofa Baltimora in za naslovnega škofa Respecte; 29. februarja istega leta je prejel škofovsko posvečenje.
17. novembra 1982 je postal škofa Memphisa, 3. junija 1986 nadškof Denverja (ustoličen 30. julija istega leta) in 20. avgusta 1996 predsednik Papeškega sveta za laike.
21. februarja 1998 je bil povzignjen v kardinala in imenovan za kardinal-diakona Gesù Buon Pastore alla Montagnola.
4. oktobra 2003 je višji sodnik Apostolske penitenciarije.